# Sansang
Sansang († 227) war der zehnte Herrscher des Staates Goguryeo, dem nördlichen der Drei Reiche von Korea. Er war der dritte Sohn des Königs Sindae und regierte von 197 bis zu seinem Tod 227.

## Leben
Sansang stand in gutem Einvernehmen mit Gogukcheons Gemahlin U. Nach dem Tod seines Bruders ließ Königin U Sansang den Thron besteigen und heiratete ihn. Im selben Jahr musste Sansang einen Aufstand seines älteren Bruders Balgi niederschlagen, der von der chinesischen Han-Dynastie unterstützt wurde. Sansang schickte seinen jüngeren Bruder Gyesu mit einem Heer gegen Balgi, der geschlagen wurde und Selbstmord beging. Vermutlich im Jahr 209 (das Datum ist umstritten) verlegte Sansang die Hauptstadt nach Jian. Im Jahr 217 nahm er viele Familien von der Liaodong-Halbinsel auf.
Sansangs Nachfolger Dongcheon war der Sohn einer Nebenfrau. Er wurde 213 zum Kronprinz ernannt und folgte seinem Vater nach dessen Tod 227 auf den Thron.
| Vorgänger  | Amt                        | Nachfolger |
| ---------- | -------------------------- | ---------- |
| Gogukcheon | König von Goguryeo 197–227 | Dongcheon  |

| Personendaten    | Personendaten                   |
| ---------------- | ------------------------------- |
| NAME             | Sansang                         |
| ALTERNATIVNAMEN  | Go Yeon-u, I-imo; Ko Yŏnu, Iimo |
| KURZBESCHREIBUNG | König von Goguryeo              |
| GEBURTSDATUM     | 2. Jahrhundert                  |
| STERBEDATUM      | 227                             |